# Radslavičky

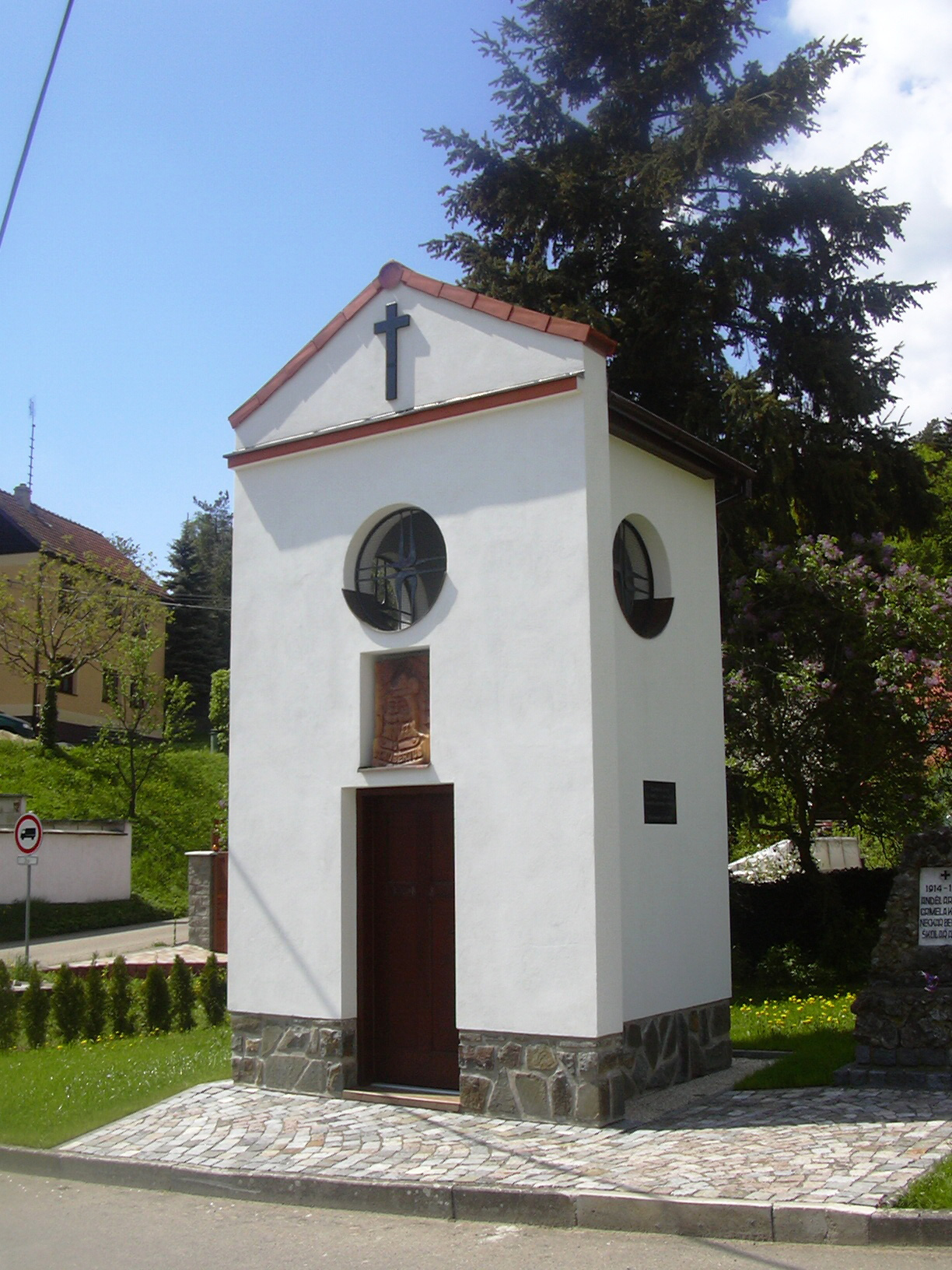
Glockenturm

Radslavičky (deutsch Klein Ratzlawitz) ist ein Ortsteil der Gemeinde Radslavice in Tschechien. Er liegt sechs Kilometer nördlich von Vyškov und gehört zum Okres Vyškov.

## Geographie
Das Gassendorf Radslavičky befindet sich am Südostabfall des Drahaner Berglandes am Oberlauf des Baches Marchanice. Gegen Norden und Westen erstreckt sich der Truppenübungsplatz Březina. Nördlich erheben sich der Kotáry (451 m.n.m.) und der Bednářův kopec (416 m.n.m.), im Westen der Úpalí (439 m.n.m.) und die Česlava (488 m.n.m.) sowie nordwestlich der Véspěrk (Wiesberg, 458 m. n.m.).
Nachbarorte sind Ferdinandsko, Kotáry und Podivice im Norden, Sněhotice und Ondratice im Nordosten, Zelená Hora im Osten, Radslavice im Südosten, Pazderna und Dědice im Süden, Kozí Horka, Hamiltony und Lhota im Südwesten, Pařezovice und Rychtářov im Westen sowie Véspěrk und Jandova bouda im Nordwesten.

## Geschichte
Die Holzfällerkolonie Racslavice wurde 1764 durch Fürstbischof Maximilian von Hamilton oberhalb des alten Dorfes Racslavice als Dominikalsiedlung auf herrschaftlichem Waldgrund gegründet. Anfänglich trugen beide Ansiedlungen denselben Namen; später erhielt die Kolonie den Namenszusatz Klein, während das alte Dorf als Groß Ratzlawitz bezeichnet wurde. Im Jahre 1791 lebten in den 18 Häusern von Klein Ratzlawitz 97 Personen.
Im Jahre 1834 bestand das im Brünner Kreis gelegene Dorf Klein Ratzlawitz, auch Raclawice mala bzw. Raclawičky genannt, aus 45 Häusern mit 187 Einwohnern. Pfarr- und Schulort war Dieditz. Bis zur Mitte des 19. Jahrhunderts blieb Klein Ratzlawitz der erzbischöflichen Herrschaft Wischau untertänig.
Nach der Aufhebung der Patrimonialherrschaften bildete Malé Raclavice / Klein Ratzlawitz ab 1850 eine Gemeinde im Gerichtsbezirk Wischau. Im Jahre 1860 wurde in Velké Raclavice der Schulunterricht aufgenommen, die Schule besuchten fortan auch die Kinder aus Malé Raclavice. Ab 1869 gehörte Malé Raclavice zum Bezirk Wischau; zu dieser Zeit hatte das Dorf 229 Einwohner und bestand aus 54 Häusern. Im Jahre 1900 lebten in Malé Raclavice 236 Personen; 1910 waren es 267. Nach dem Ersten Weltkrieg zerfiel der Vielvölkerstaat Österreich-Ungarn, das Dorf wurde 1918 Teil der neu gebildeten Tschechoslowakischen Republik. Beim Zensus von 1921 lebten in den 51 Häusern von Malé Raclavice 267 Personen, davon 265 Tschechen. Im Jahre 1925 wurde der Ortsname in Radslavičky geändert. 1930 bestand Radslavičky aus 51 Häusern und hatte 231 Einwohner. Im Jahre 1932 wurde ein Gedenkstein für die Gefallenen des Ersten Weltkrieges enthüllt. Von 1939 bis 1945 gehörte Radslavičky / Klein Ratzlawitz zum Protektorat Böhmen und Mähren. Während der deutschen Besetzung erfolgte 1940 der Beschluss zur Erweiterung des Schießplatzes Wischau zu einem großen Truppenübungsplatz der Wehrmacht. Zu den 33 für die Errichtung des Truppenübungsplatzes Wischau zu räumenden Dörfern gehörte in der ersten, bis 31. Oktober 1941 zu realisierenden Etappe auch Radslavičky. Die meisten der 255 Einwohner wurden aus den 51 Häusern des Dorfes zwangsausgesiedelt. Nach dem Ende des Zweiten Weltkrieges wurde der zerschossene Ort ab Juni 1945 wieder besiedelt. Im Februar 1950 erfolgte die Eingemeindung nach Radslavice; zu dieser Zeit hatte Radslavičky nur noch 129 Einwohner. Nachdem 1951 der Truppenübungsplatz Březina errichtet worden war, mussten die sich um das Dorf erstreckenden Wälder an das Militär abgetreten werden und wurden zum Sperrgebiet. Beim Zensus von 2001 lebten in den 37 Häusern von Radslavičky 85 Personen.

## Ortsgliederung
Der Ortsteil Radslavičky bildet einen Katastralbezirk.

## Sehenswürdigkeiten
- Glockenturm des hl. Hubertus, errichtet 2007 anstelle eines älteren Vorgängerbaus, von dem die im Jahre 1800 gegossene Glocke übernommen wurde[3]
- Gedenkstein für die Gefallenen des Ersten Weltkrieges, enthüllt 1932
- Steinernes Kreuz auf dem Dorfplatz, saniert 2007
- Steinernes Kreuz aus dem Jahre 1844, in den Feldern